# Acranthera ceylanica
Acranthera ceylanica är en måreväxtart som beskrevs av George Arnott Walker Arnott och Carl Daniel Friedrich Meisner. Acranthera ceylanica ingår i släktet Acranthera och familjen måreväxter.
Artens utbredningsområde är Sri Lanka. Inga underarter finns listade i Catalogue of Life.